# Örnek
Örnek es un ornamento nacional tártaro de Crimea y uno de los logros culturales más antiguos de los tártaros de Crimea. En 2021, el Örnek y sus conocimientos fueron inscritos en la Lista Representativa del Patrimonio Cultural Inmaterial de la Humanidad de la UNESCO.

## Historia
En febrero de 2018, el Örnek fue inscrito en la Lista Nacional del Patrimonio Cultural Inmaterial de Ucrania. La transmisión tiene lugar en contextos informales, como las clases de bordado, o más formales, como en las universidades.
Este ornamento, como elemento del patrimonio cultural inmaterial de Ucrania, fue incluido en la lista preliminar de la UNESCO para su posible inclusión en la Lista Representativa del Patrimonio Cultural Inmaterial de la Humanidad. El 16 de diciembre de 2021, el Örnek fue oficialmente incluido en el patrimonio cultural de la UNESCO. La nominación del "Ornek - Ornamento Tártaro de Crimea" fue una iniciativa a largo plazo de la organización pública tártara de Crimea "Alem".
El 23 de mayo de 2024 tuvo lugar la presentación de monedas de plata con Örnek en denominaciones de 5 y 10 UAH, respectivamente, emitidas por el Banco Nacional de Ucrania.

## Técnica y características
El Örnek contiene pequeños elementos combinados en una composición, principalmente de naturaleza vegetal y geométrica, dispuestos simétrica y asimétricamente. Su simbolismo principal reside en la imagen de flores y árboles en tonos rosa, verde, amarillo y azul. Este adorno se utiliza como elemento decorativo en ropa, calzado y tocados nacionales, así como en joyería, vajilla de cerámica y metal, productos de madera, electrodomésticos, muebles y alfombras.
Hay alrededor de treinta y cinco símbolos, como por ejemplos de símbolos: 
- Rosa: mujer casada.
- Álamo, ciprés: hombre adulto.
- Tulipán: hombre joven.
- Almendra: mujer o niña soltera.
- Clavel: persona mayor, sabiduría y experiencia

## Galería

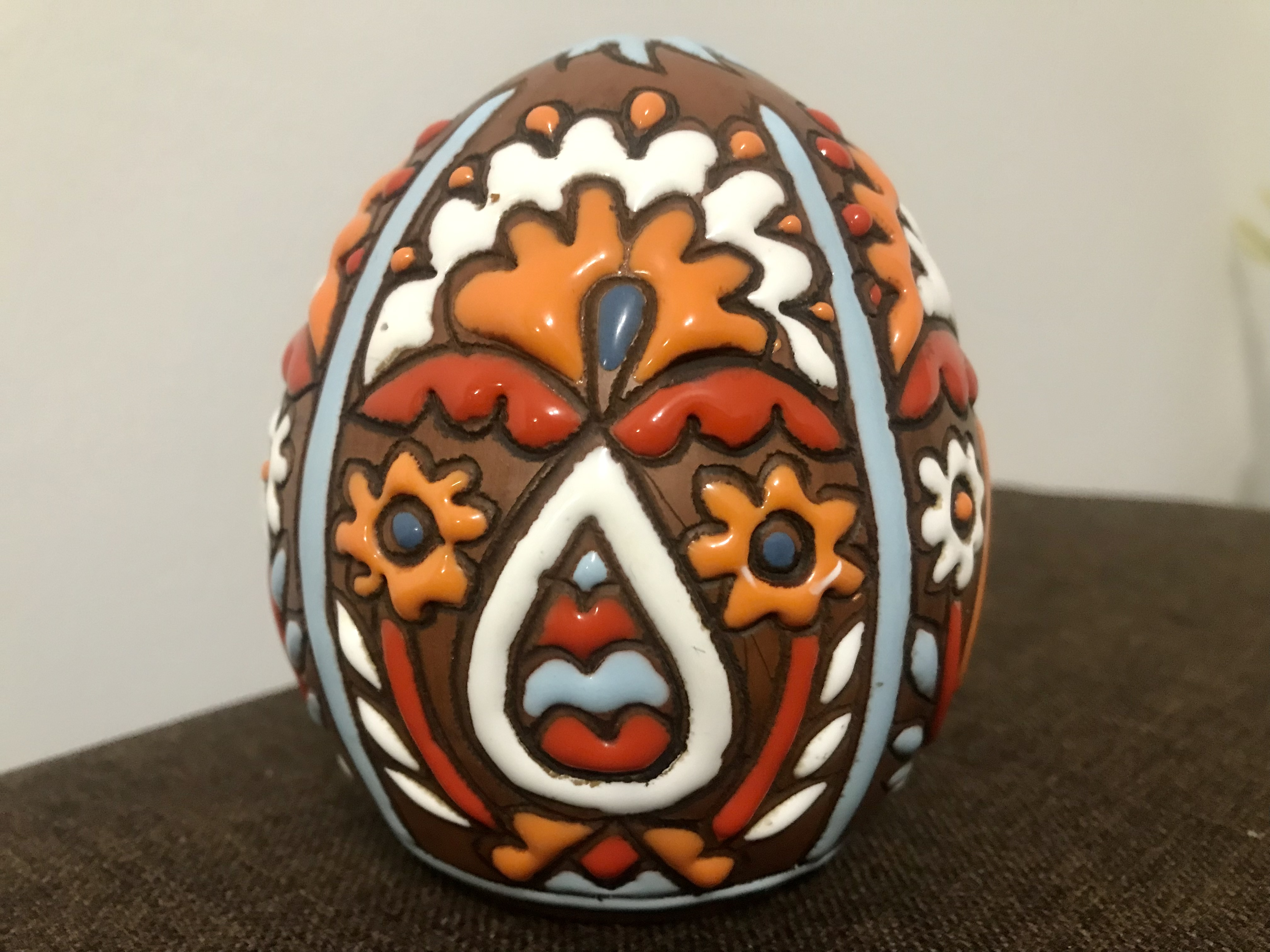
Huevo con decoración Örnek
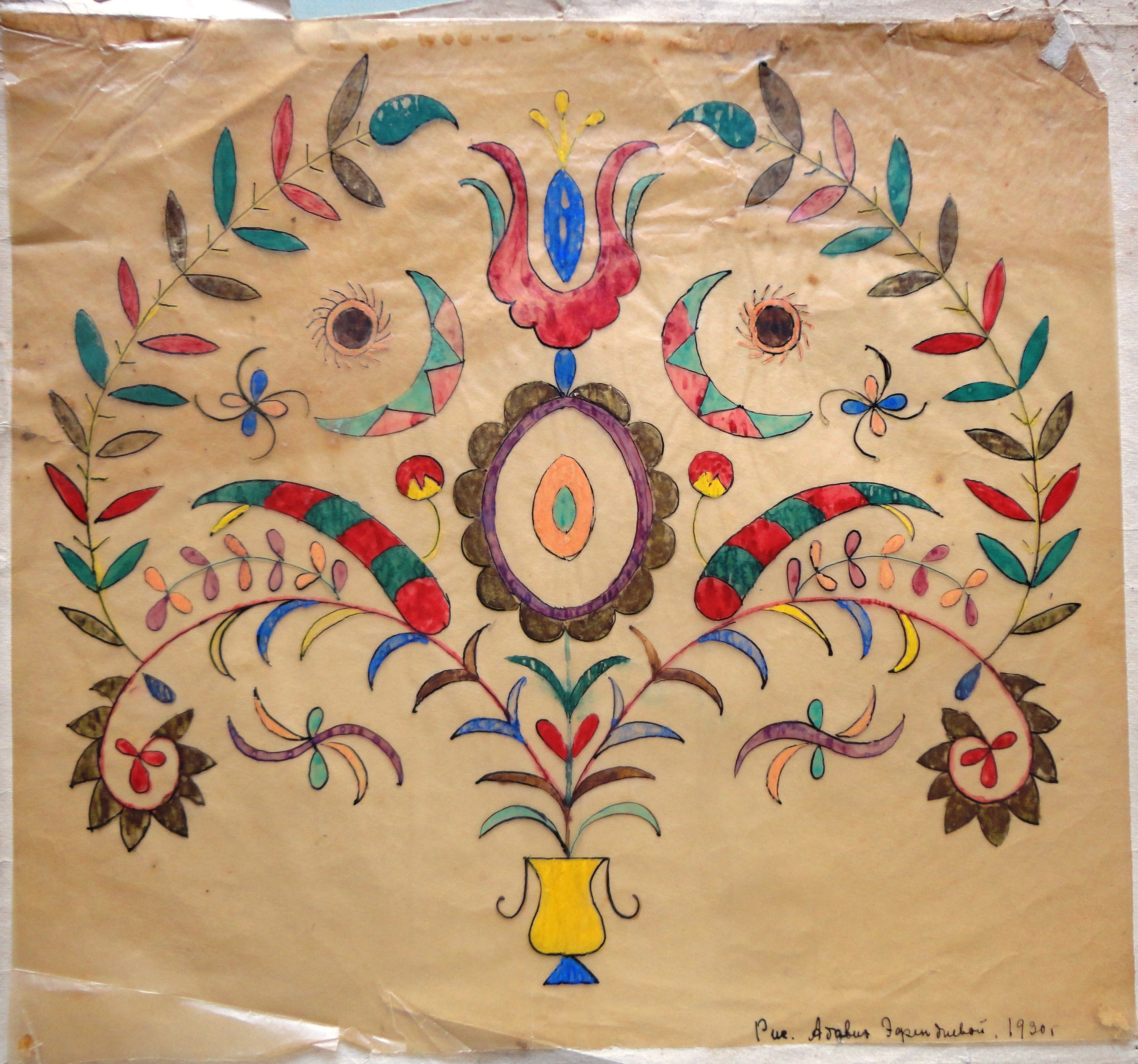
Dibujo de Adavia Efendieva (1920)
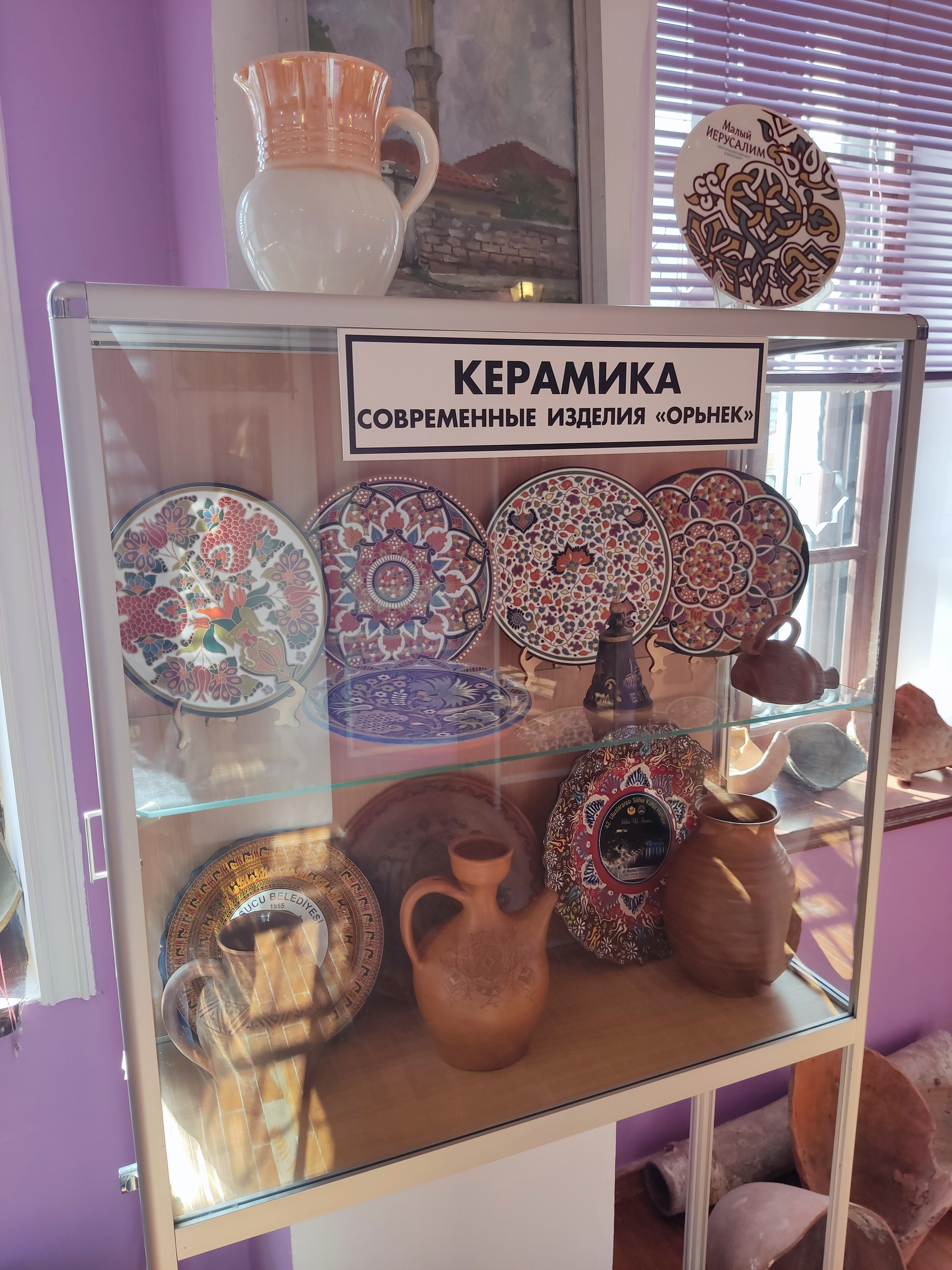
Cerámica con decoración Örnek